# 企鵝的憂鬱
《企鵝的憂鬱》（俄語：Смерть постороннего，直譯：陌生人之死）是烏克蘭作家︁安德烈·庫爾科夫的小說。小說在1996年以俄文出版。在2015年被翻譯為中文。故事舞台設在1996-1997的基輔，是一部暗淡、帶有超現實主義與黑色幽默的諷刺作品。
《企鵝的憂鬱》是安德烈·克考夫的代表作，作品被翻譯為30種語言。1997年，瑞士出版商Diogenes首先將小說翻譯為德文，名為《Picknick auf dem Eis》（直譯：冰上野餐）。2015年，臺灣的愛米粒出版，將小說翻譯為繁體中文，名為《企鵝的憂鬱》，並在2022年以「挺烏克蘭版」為名義再版。譯者為穆卓芸。2019年，广西师范大学出版社將小說翻譯為簡體中文，書名同為《企鹅的忧郁》，譯者也同樣是穆卓芸。2020年，Lesya Gerasymchuk將小說翻譯為烏克蘭文，是克考夫首部被譯為烏克蘭文的小說。

## 劇情
劇情從基輔一位名為維克多的年輕作家展開。他想在後蘇聯時代撰寫小說成名，卻不得志。故事標題則是源自維克多從動物園認養的國王企鵝米沙（下稱企鵝米沙）：當時的動物園養不起動物，只能開放市民認養。然而，企鵝米沙患有憂鬱症，時常悶悶不樂。
後來，首都新聞報總編輯伊格爾．羅夫維奇看上了維克多的作品，便邀請成為記者。工作內容是替還活著的政商名流撰寫訃聞。維克多看在薪給優渥的情況下，接下了訃聞記者的工作。後來，維克多發現自己寫完訃聞後，那個人就會死去。訃聞彷彿成為某個組織的暗殺名單。
後來，維克多認識了一位名為米沙的男子（下稱人類米沙），人類米沙要求維克多照顧其女兒桑妮埡。人類米沙與桑妮埡分別後，維克多請了一個朋友的侄女妮娜，作為保母來照顧桑妮埡。維克多與妮娜的關係逐漸加深。一日，維克多帶著企鵝米沙參加了葬禮後，有人付錢請維克多帶著企鵝米沙參加對方的葬禮。從此，帶著企鵝米沙參加葬禮，成為維克多的副業。維克多、妮娜、桑妮埡、與企鵝米沙的組成，漸漸顯現了家庭的樣子。其中以維克多與企鵝米沙的關係最為密切。
一日，維克多發現一個胖子一直在跟蹤妮娜與桑妮埡，並假扮成老友向她們問話。在維克多揪出胖子後，他發現這個胖子已經成為新的訃聞作家。而維克多則成為新的訃聞對象。與此同時，企鵝米沙病倒了，需要進行心臟移植。儘管有匿名贊助者願意支付費用，維克多依舊決定將企鵝米沙送回南極洲，並將原本用於心臟移植的費用，改用於資助沃納德斯基站。條件是探險隊必須帶米沙走。
然而，維克多最後決定讓黑手黨去照顧企鵝，並在研究員出發前，向他們聲稱自己就是要被帶走的「米沙」。故事最後以維克多來到南極作結。

## 外部連結
- 《企鵝的憂鬱》評論
- 愛米粒出版社的《企鵝的憂鬱》
  - 《企鵝的憂鬱》【挺烏克蘭版】
- 豆瓣读书上《企鵝的憂鬱》的資料 （简体中文）
- 豆瓣读书上《企鹅的忧郁》的資料 （简体中文）